# 小鏟洲
小鏟洲（英語：Siu Chan Chau）是香港的一個島嶼，位於新界西貢區的西貢海，枕頭洲南面，白沙洲的東北面，大鏟洲西北面，屬橋咀郊野公園一部分。小鏟洲和白沙洲原是兩個分離的島嶼，白沙洲東北面的沙咀隨日積月累的堆積延伸至小鏟洲，潮退形成連島沙洲將兩島連接，所以有時會被視作是白沙洲的一部份。